# Juangodoyit
Juangodoyit ist ein sehr selten vorkommendes Mineral aus der Mineralklasse der „Carbonate und Nitrate“ (ehemals Carbonate, Nitrate und Borate). Es kristallisiert im monoklinen Kristallsystem mit der idealisierten chemischen Zusammensetzung Na2Cu(CO3)2, ist also chemisch gesehen ein Natrium-Kupfer-Carbonat.
Juangodoyit findet sich nur in feinkörnigen Pseudomorphosen nach Chalkonatronit, Na2Cu(CO3)2·3H2O, wobei die Kristallite Größen von lediglich 5 μm aufweisen. Diese Pseudomorphosen stellen lebhaft ultramarinblaue, erdige Krusten dar, die Flächen von mehreren Quadratzentimetern einnehmen können.
Die Typlokalität des Juangodoyits ist die Oxidationszone der 15 km südöstlich der Stadt Iquique liegenden „Miniera Santa Rosa“ (Koordinaten der Miniera Santa Rosa) im Santa Rosa-Huantajaya-District in der Atacama-Wüste, Provinz Iquique, Región de Tarapacá im nördlichen Chile.

## Etymologie und Geschichte

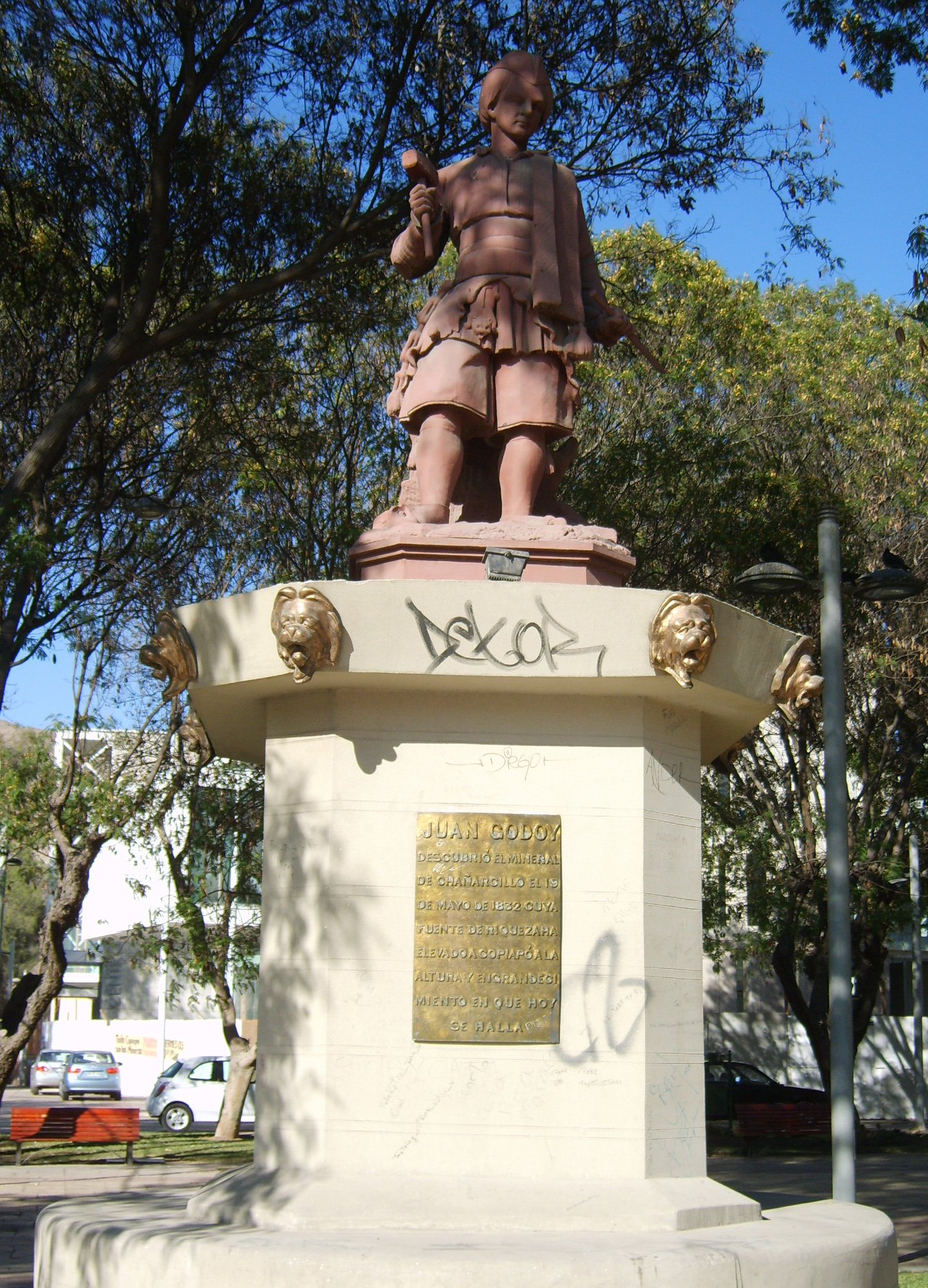
Juan Godoy – Namenspatron für den Juangodoyit. Die Statue befindet sich auf der Plaza San Francisco in Copiapó, Chile.

Im Mai 2003 entdeckte der chilenische Mineralsammler Arturo Molina Donoso in der Oxidationszone der aufgelassenen „Miniera Santa Rosa“ in der Atacama-Wüste bei Iquique, Nord-Chile, nennenswerte Mengen eines von ihm nicht zu identifizierenden blauen Minerals. Er übergab Material dieses Fundes an den deutschen Mineralogen Jochen Schlüter, der schnell feststellte, dass dieses Mineral keiner der damals bekannten Phasen zuzuordnen war. Nach der Bestimmung der erforderlichen physikalischen und kristallographischen Eigenschaften und der chemischen Zusammensetzung wurde das Mineral der International Mineralogical Association (IMA) vorgelegt, die es im Jahre 2004 unter der vorläufigen Bezeichnung IMA 2004-036 als neues Mineral anerkannte.
Im Jahre 2005 erfolgte die wissenschaftliche Erstbeschreibung dieses Minerals durch Jochen Schlüter und Dieter Pohl im deutschen Wissenschaftsmagazin „Neues Jahrbuch für Mineralogie, Abhandlungen“ als Juangodoyit. Sie benannten das Mineral nach Juan Godoy, der im Jahre 1832 die berühmte Silberlagerstätte von Chañarcillo in der Región de Atacama in Chile entdeckte.
Das Typmaterial (Cotypen) für Juangodoyit wird unter den Katalognummern MMHH MD 210 und MMHH MD 211 in der Sammlung des Mineralogischen Museums der Universität Hamburg im Tresor des Museums aufbewahrt.

## Klassifikation
Da der Juangodoyit erst 2004 als eigenständiges Mineral von der International Mineralogical Association (IMA) anerkannt und die Entdeckung erst 2005 publiziert wurde, ist er in der seit 1977 veralteten 8. Auflage der Mineralsystematik nach Strunz nicht aufgeführt.
Im zuletzt 2018 überarbeiteten und aktualisierten Lapis-Mineralienverzeichnis, das sich aus Rücksicht auf private Sammler und institutionelle Sammlungen noch nach dieser veralteten Systematik von Karl Hugo Strunz richtet, erhielt das Mineral die System- und Mineral-Nr.  V/B.05-005. In der „Lapis-Systematik“ entspricht dies der Abteilung „Wasserfreie Carbonate [CO3]2−, ohne fremde Anionen“, wo Juangodoyit zusammen mit Eitelit, Nyerereit, Gregoryit, Fairchildit, Zemkorit, Bütschliit und Shortit die unbenannte Gruppe V/B.05 bildet.
Die seit 2001 gültige und von der International Mineralogical Association (IMA) bis 2009 aktualisierte 9. Auflage der Strunz’schen Mineralsystematik ordnet den Juangodoyit in die um die Borate reduzierte Klasse der „Carbonate und Nitrate“ und dort in die Abteilung der „Carbonate ohne zusätzliche Anionen; ohne H2O“ ein. Diese ist weiter unterteilt nach der Gruppenzugehörigkeit der beteiligten Kationen, so dass das Mineral entsprechend seiner Zusammensetzung in der Unterabteilung „Erdalkali- (und andere M2+) Carbonate“ zu finden ist, wo es als alleiniger Vertreter die unbenannte Gruppe mit der System-Nr. 5.AB.60 bildet.
Auch die vorwiegend im englischen Sprachraum gebräuchliche Systematik der Minerale nach Dana ordnet den Juangodoyit wie die veraltete Strunz’sche Systematik in die gemeinsame Klasse der „Carbonate, Nitrate und Borate“ und dort in die Abteilung der „Carbonate“ ein. Hier ist er als einziges Mitglied in der unbenannten Gruppe 14.03.06 innerhalb der Unterabteilung „Wasserfreie Carbonate mit zusammengesetzter Formel A2+B2+(CO3)2“ zu finden.

## Chemismus
Mittelwerte aus 16 Mikrosondenanalysen an Juangodoyit von der Typlokalität lieferten 28,27 % Na2O; 33,77 % CuO und 38,45 % CO2 (Summe 100,49 %). Auf der Basis von sechs Anionen errechnet sich aus den Analysen die empirische Formel Na2,08Cu0,98(C1,99O6), die sich zu Na2Cu(CO3)2 idealisieren lässt. Diese Formel ist identisch mit der offiziellen Formel der IMA für den Juangodoyit.
Die alleinige Elementkombination Na–Cu–C–O weist unter den derzeit bekannten Mineralen (Stand 2019) nur Juangodoyit auf. Chemisch ähnlich sind Antipinit, KNa3Cu2(C2O4)4; Chalkonatronit, Na2Cu(CO3)2·3H2O; Paratooit-(La), (La,Sr,Ca)4CuCa(Na,Ca)2(CO3)8; Triazolit, NaCu2(N3C2H2)2(NH3)2Cl3·4H2O; Wheatleyit, Na2Cu(C2O4)2·2H2O; sowie die unbenannte Phase Unnamed (Na-Cu-Cl Triazolate), NaCu2Cl3[N3C2H2]2[NH3]2·4H2O.

## Kristallstruktur
Juangodoyit kristallisiert im monoklinen Kristallsystem in der Raumgruppe P21/a (Raumgruppen-Nr. 14, Stellung 3) mit den Gitterparametern a = 6,171 Å; b = 8,171 Å; c = 5,645 Å; und β = 116,23° sowie zwei Formeleinheiten pro Elementarzelle.
Juangodoyit ist isotyp (isostrukturell) mit synthetischem Sodium bis(carbonato)cuprate(II). Die Kristallstruktur dieses synthetischen Analogons von Juangodoyit wurde im Jahre 1986 von E. N. Maslen, N. Spadaccini, K. J. Watson & A. H. White ermittelt. Die nebenstehende Darstellung der Struktur des Juangodoyit beruht auf ihrer Arbeit.
| Kristallstruktur von Juangodoyit. Der schwarze Umriss zeigt die Einheitszelle. |
| - Räumliche Darstellung in der kristallographischen Standardausrichtung - Mit Blickrichtung parallel zur a-Achse - Mit Blickrichtung parallel zur b-Achse - Mit Blickrichtung parallel zur c-Achse |
| Farblegende: 0 _ Na 0 _ Cu 0 _ C 0 _ O |

Die Kristallstruktur des Sodium bis(carbonato)cuprate(II) lässt sich am besten als zweidimensionales polymeres Netzwerk von [Cu(CO3)22−]∞ beschreiben, wobei sich jedes Kupferatom in einer annähernd quadratisch-planaren Umgebung befindet, die von den vier symmetriebezogenen brückenbildenden Carbonat-Gruppen koordiniert wird (vergleiche dazu auch die nebenstehenden Strukturdarstellungen). Diese zweidimensionale Struktur des Sodium bis(carbonato)cuprate(II) kontrastiert stark mit den kettenartigen Strukturen von Na2Cu(CO3)2·3H2O und Cu(NH3)2CO3.

## Eigenschaften

### Morphologie
Juangodoyit bildet an seiner Typlokalität ausschließlich feinkörnige Pseudomorphosen mit Kristalliten bis maximal 5 μm Größe nach kleinen, lattigen, himmelblauen Chalkonatronit-Kristallen. Diese Pseudomorphosen können Flächen von mehreren Quadratzentimetern einnehmen. Synthetisierte Juangodoyit-Kristalle bilden kleine Pinakoide mit durchschnittlichen Abmessungen von ungefähr 0,1 mm, die leicht in Richtung der c-Achse [001] gestreckt sind, aber eine etwas unregelmäßige Form aufweisen.

### Physikalische und chemische Eigenschaften
Viele physikalische und optische Eigenschaften des Juangodoyits sind aufgrund der geringen Korngröße des Materials nicht bestimmbar.
Die feinkörnigen Pseudomorphosen des Juangodoyits sind lebhaft ultramarinblau, während ihre Strichfarbe mit blau angegeben wird. Die Oberflächen der durchscheinenden Aggregate sind erdig und weisen keinen charakteristischen Glanz auf. An den Juangodoyit-Aggregaten konnten keine optischen Eigenschaften ermittelt werden. Der mittlere Brechungsindex, bestimmt über die Gladstone-Dale-Beziehung aus der empirischen Formel und der berechneten Dichte, beträgt n = 1,571. Die nach John Hall Gladstone und Thomas Pelham Dale benannte Beziehung setzt den Brechungsindex mit optischen Konstanten der molekularen und elementaren Bestandteile in Verbindung.
Die Mohshärte von Juangodoyit lässt sich aufgrund der Korngröße nicht bestimmen, das Material wird aber als „weich“ beschrieben.
Die berechnete Dichte für Juangodoyit beträgt 2,984 g/cm³. Juangodoyit zeigt weder im kurzwelligen noch im langwelligen UV-Licht eine Fluoreszenz.
Das Mineral löst sich leicht unter starkem Sprudeln in Salzsäure, HCl. Es ist nicht wasserlöslich, hydratisiert aber innerhalb weniger Stunden zu Chalkonatronit.

## Bildung und Fundorte
Juangodoyit bildet sich an seiner Typlokalität in der Oxidationszone einer polymetallischen Ganglagerstätte in Form vom pseudomorphen Verdrängungen nach Chalkonatronit.
Begleitminerale des Juangodoyits an der Typlokalität sind Sanrománit, Chalkonatronit, Malachit, Calcit, Anhydrit sowie Natriumhydrogenkarbonate (überwiegend Trona und Nahcolith). An der einzigen weiteren Fundstelle, der „Rudna 9 Mine“ in Polen, wird das Mineral u. a. von Chalkonatronit und Covellin begleitet.
Als sehr selten vorkommende Mineralbildung ist Juangodoyit nur von wenigen Lokalitäten bzw. in geringer Stufenzahl bekannt. Das Mineral wurde bisher (Stand 2019) neben seiner Typlokalität von lediglich einem weiteren Fundpunkt beschrieben. Die Typlokalität des Juangodoyit ist die 15 km südöstlich der Stadt Iquique liegende „Miniera Santa Rosa“ im Santa Rosa-Huantajaya-Distrikt in der Atacama-Wüste, Provinz Iquique, Región de Tarapacá im nördlichen Chile, wo das Mineral in größeren Mengen als In-situ-Bildung in der Oxidationszone der Lagerstätte gefunden wurde. Die „Miniera Santa Rosa“ ist eine polymetallische Ganglagerstätte, die in erster Linie auf die dort vorkommenden Silber-, Kupfer- und Bleiminerale abgebaut wurde. Die letzten Aktivitäten in diesem Bergwerk datieren in das Jahr 1945.
Einzige weitere Fundstelle für Juangodoyit ist die „Rudna 9 Mine“, Gmina Polkowice, Powiat Polkowicki, Woiwodschaft Niederschlesien, Polen.
Fundorte aus Deutschland, Österreich und der Schweiz sind damit unbekannt.

## Verwendung
Sieht man vom Interesse der mineralsammelnden Gemeinde an diesem Mineral ab, ist Juangodoyit wirtschaftlich völlig bedeutungslos.